# Brazylia na Letnich Igrzyskach Olimpijskich 1948
Brazylię na Letnich Igrzyskach Olimpijskich 1948 reprezentowało 70 zawodników, 59 mężczyzn i 11 kobiet.

## Zdobyte medale
| Medal | Zawodnik | Dyscyplina | Konkurencja      |
| ----- | --- | ---------- | ---------------- |
| Brąz  | Zenny de Azevedo João Bráz Marcus Vinícius Dias Afonso Évora Ruy de Freitas Alexandre Gemignani Alberto Marson Alfredo da Motta Nilton Pacheco Massinet Sorcinelli | Koszykówka | Turniej mężczyzn |